# Pietro Condorelli
Pietro Condorelli (Milano, 4 gennaio 1962) è un chitarrista jazz italiano.

## Biografia
Nato a Milano ma casertano di adozione, Pietro Condorelli, dopo aver ottenuto il diploma in chitarra classica e una laurea al DAMS dal 1980 svolge attività concertistica e professionale sia in Italia che all'estero. Ha collaborato con importanti esponenti del jazz internazionale come Jerry Bergonzi, Lee Konitz, Franco Cerri, Giulio Capiozzo, Gary Bartz, George Cables, Jimmy Woode, Fabrizio Bosso, Charles Tolliver, Bob Mover, Steve La Spina segnalandosi come uno dei migliori chitarristi jazz italiani. 
Ha collaborato stabilmente, dal 1994 al 1996 con il noto gruppo di jazz e progressive rock degli Area. Nel 1997 ha vinto il referendum della critica "Top jazz" (Musica Jazz) come miglior nuovo talento. Oltre alla carriera musicale ha al suo attivo un'intensa attività didattica, avendo svolto il ruolo di interprete e coadiuvatore in seminari di diversi chitarristi di fama internazionale come Mike Stern, Mick Goodrick, Jim Hall, Joe Diorio. Ha insegnato presso Siena Jazz dal 2000 al 2015. 
È inoltre titolare della cattedra di jazz presso il Conservatorio San Pietro a Majella di Napoli. Condorelli ha diretto la Feelix Big Band fino al 2020.
Tra gli album pubblicati, da ricordare 'Guitar Style Journey' (1996), 'On my browser' (1998), 'Quasimodo' (2000), 'Easy' (2005), 'Visions' (2022) e 'Native Language' (2024).
Nel 2011 si aggiudica la prima posizione - per la categoria "chitarra jazz" - del Jazzit Award 2011, il concorso indetto ogni anno dalla rivista musicale Jazzit.

## Discografia

### Album in studio
- 1989 - "Sonora art quartet e Jerry Bergonzi" (registrato a Boston) (Nowo)
- 1992 - "Sonora art quartet e Jerry Bergonzi #2" (Via Veneto)
- 1997 - Pietro Condorelli, "Guitar Style Journey" (con George Cables, Jimmy Woode, Giulio Capiozzo) (SOS)
- 1998 - Pietro Condorelli Trio, “Opening” (con Enzo Carpentieri e Stefano Senni)
- 1998 - Pietro Condorelli, "On My Browser" (SOS)
- 2000 - Pietro Condorelli, "Quasimodo" (con Fabrizio Bosso) (Red Records)
- 2003 - Pietro Condorelli, "Easy" (con Fabrizio Bosso) (Red Records)
- 2010 - Pietro Condorelli, "Wildcats, difficult to Bo ed altre storie" (Picanto)
- 2016 - Pietro Condorelli  “Jazz ideas and songs" (DVD) (Jazz 2 Watch)
- 2022 - Pietro Condorelli, “Visions" (Jazz 2 Watch)
- 2023 - Sergio Forlani featuting Pietro Condorelli, “Here there and blue” (Jazz 2 Watch)
- 2024 - Pietro Condorelli, "Native Language" (Jazz 2 Watch)

### Con Vito di Modugno e Massimo Manzi, Michele Carrabba
- 2006 - "Organ trio vol 1 Play modern Jazz Standards" (Red Records)
- 2009 - "Organ trio vol 2 with guests" (Red Records)
- 2010 - "East Side Red Records" (con Jerry Bergonzi e Fabio Morgera)
- 2017 - "My pictures at an exibition" (Abeat)
- 2019 - "Songs from the soul" (con Patrizia Conte) (Abeat)
- 2024 - "Black white and blues" (con Fausto Leali) (Abeat)
- 2024 - "I sing Caterina" (con Patty Lo Muscio) (Alfa Music)

### Con Contemporary Jazz guitars (Condorelli, Onorato, Farias)
- 2002 - "Hand down jazz in Naples" (Wide Sound)
- 2005 - "Four Brothers" (con Franco Cerri) (Wide Sound)

### Con Paolo Loveri Trio (Paolo Loveri, Bruno Castellucci, Benoit Vanderstraeten)
- 2010 - "3 for 1, feat. Pietro Condorelli" (Mogno Music)

### Altri
- 1997 - "Chernobyl 7991" (Area) (Sony Music)
- 2004 - "Afro Blue" (Erminero, Collazzoni, Canzano, con Ada Montellanico e Fabrizio Bosso) (Azzurra Music)
- 2010 - "Tassa di residenza Napoli" (Jazz Lag con Emanuele Cisi) (Picanto Records)
- 2011 - "Changes of direction" (con Francesco Scaramuzzino, Pietro Ciancaglini e Massimo Manzi) (Picanto Records)